# Departamentos e territórios ultramarinos da França

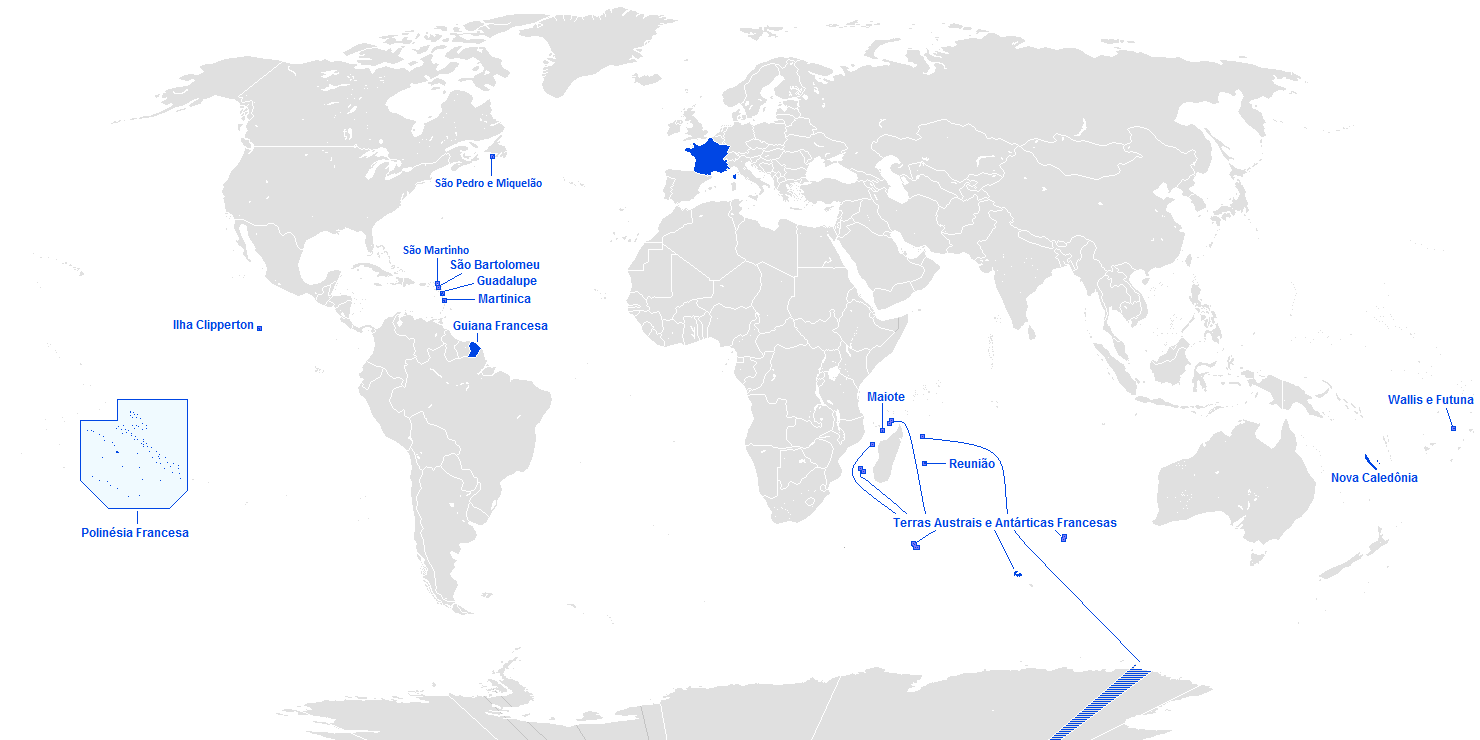
Departamentos e territórios franceses

Os Departamentos franceses ultramarinos e territórios (francês: départements d'outre-mer e territoires d'outre-mer ou DOM-TOM [dɔmˈtɔm]) consiste largamente de territórios franceses-administrados fora do continente Europeu.
Os territórios ultramarinos franceses estão espalhados pela América, África, Oceania e Antártica.
Na América as administrações francesas são Guadalupe, Guiana Francesa, Martinica, São Bartolomeu, São Martinho e São Pedro e Miquelão e a desabitada Ilha Clipperton.
Na África, são Maiote e Reunião.
Na Oceania, Nova Caledônia, Polinésia Francesa e Wallis e Futuna.
E na Antártica, as Terras Austrais e Antárticas Francesas que são formadas pelas ilhas de Terra Adélia, Kerguelen, Crozet, Amsterdam e São Paulo.

## A França Americana

### Guadalupe
Guadalupe (em francês: Guadeloupe) é um departamento ultramarino da França nas Caraíbas (Caribe), constituído pela "ilha de Guadalupe", que é na realidade composta por duas ilhas, próximas, Basse-Terre e Grande-Terre, e ilhas próximas.
As fronteiras do território são todas marinhas, sendo com a Dominica, a sul, com Monserrate, a noroeste e, com Antiga e Barbuda, a norte.
Sua capital é Basse-Terre, sendo que a capital econômica é Pointe-à-Pitre, onde se encontra a maioria do comércio, bem como o Porto Autônomo de Guadalupe.
Tem estatuto de região administrativa, assim como a Martinica, a Reunião e a Guiana.

### Guiana Francesa
A Guiana Francesa (em francês: Guyane française, oficialmente apenas Guyane) é um departamento ultramarino da França (département d'outre-mer, em francês) na costa atlântica da América do Sul (e, como tal, é o principal território da União Europeia no continente). Ocupa uma superfície de 86 504 km², limitada ao norte pelo Oceano Atlântico, a leste e a sul pelo Brasil (Amapá) e a oeste pelo Suriname (junto à fronteira com este país está a cidade de Saint-Laurent-du-Maroni). Sua capital e principal cidade é Caiena.

### Martinica
A Martinica (em francês: Martinique) é um departamento ultramarino insular francês no Caribe, com fronteiras marítimas com a Dominica ao noroeste, e com Santa Lúcia ao sul. Capital: Fort-de-France. Tem estatuto de região administrativa, assim como outras colônias francesas (como Guadalupe, a Reunião e a Guiana Francesa). A antiga capital, Saint-Pierre, ficou mundialmente famosa após a grande erupção vulcânica de 1902, no Monte Pelée. Em 29 de novembro de 2007, houve um terremoto de 7,4 na escala de Richter, que foi sentido na Região Norte do Brasil. Sua mais ilustre filha foi a 1ª consorte do imperador Napoleão I, a imperatriz Josefina de Beauharnais. Sua capital é Forte da França.

### São Bartolomeu
São Bartolomeu, (em francês: Saint-Barthélemy) é uma coletividade de ultramar da França localizado no Caribe, constituído pela "ilha de São Bartolomeu" e ilhas próximas. Sua capital e principal cidade é Gustávia.
As fronteiras de São Bartolomeu todas marítimas, sendo com Países Baixos Caribenhos, a sudoeste, com São Martinho (ilha divida entre a França e os Países Baixos), a noroeste, Antiga e Barbuda a sudeste, e São Cristóvão e Neves a sul.

### São Martinho
São Martinho, (em francês: Saint-Martin) é uma coletividade de ultramar da França localizado no Caribe, constituído pela parte norte da ilha de São Martinho e ilhéus vizinhos, sendo o maior deles Tintamarre. A sua capital é a cidade de Marigot. A parte sul da ilha, chamada em neerlandês de Sint Maarten (São Martinho), faz parte do Reino dos Países Baixos.
A coletividade francesa de São Martinho faz fronteira, por terra, com a parte sul da ilha de São Martinho que está sob administração neerlandesa e, por mar, com Anguila a norte e São Bartolomeu a sudeste.

### São Pedro e Miquelão
São Pedro e Miquelão (em francês: Saint-Pierre-et-Miquelon) é um pequeno território francês com 242 km² situado a sul da ilha canadense da Terra Nova, na América do Norte, a mais de 1 800 km a Leste de Montreal e a 4 000 km a Oeste de Lisboa.
Trata-se de duas pequenas ilhas, São Pedro (onde está localizada a capital) e Miquelão, banhadas pelo oceano Atlântico, a cerca de 20 km da costa canadense. Estas ilhas constituem o último bastião da França na América do Norte.
São Pedro é a ilha principal do arquipélago, centro administrativo e comercial, tem uma população de 6 500 habitantes, na sua maioria descendentes de Bascos, Normandos e Bretões (nacionalidades cujos estandartes figuram na própria bandeira de São Pedro e Miquelão).
As ilhas foram descobertas em 1520 pelo navegador português José Álvares Fagundes que as batizou como Ilhas das Onze Mil Virgens. No entanto, o rei designa-as por Ilhas Verdes. Em 1535, Jacques Cartier reclama-as para França. A colonização francesa inicia-se efetivamente apenas em 1604. Entre 1708 e 1816 é ocupada pelos britânicos, mas torna-se definitivamente colônia francesa naquela data.

## A França Africana

### Maiote
Maiote (em francês: Mayotte) é um departamento francês entre o oceano Índico e o canal de Moçambique, no arquipélago das Comores, do qual é a ilha mais oriental. Compreende a Ilha Maiote propriamente dita, também conhecida por Mahoré ou Grande Terre, e duas ilhas bem menores: Pamanzi (ou Petite Terre) e Chissioi m'Zamboro. Os seus vizinhos mais próximos são Comores, a noroeste; Madagascar, a sudeste; Seicheles, a nordeste; Reunião, a nordeste; e Moçambique, a oeste. Capital: Mamudzu.
Foi descoberta por navegadores árabes do período Abássida, no século IX, e anexada, juntamente com Comores. Em 1503, os portugueses foram os primeiros europeus a chegar à ilha. Foi anexada pela França em 1841.

### Reunião
Reunião (em francês: Réunion) é um departamento francês no oceano Índico, localizado a leste de Madagascar. A ilha principal é uma das duas maiores Ilhas Mascarenhas, sendo o seu vizinho mais próximo a outra: as Ilhas Maurício. Reunião tem, no entanto, várias dependências, espalhadas em torno de Madagascar, no Índico e no canal de Moçambique. Capital: São Dinis.
Tem estatuto de região administrativa, assim como a Martinica, a Guadalupe e a Guiana Francesa.

## A França Oceânica

### Nova Caledónia
A Nova Caledónia (em francês: Nouvelle Caledonie) é um arquipélago da Oceania situado na Melanésia - alguns graus a norte do Trópico de Capricórnio. Trata-se de uma comunidade conhecida como sui generis, ou «de sua própria espécie», pois é um país anexado à França e não um território de ultramar. O Acordo de Numeá criou um estatuto especial para o território, além de prever a realização de três referendos locais sobre sua independência ou a manutenção como parte da República Francesa a partir de 2018. Dista da França Metropolitana aproximadamente 20 mil km. Possui uma superfície de 19,1 mil km². Está situado no oceano Pacífico a 1,5 mil km a leste da Austrália e a 2 mil km a norte da Nova Zelândia. Seu código postal começa com 988. Tem o status de pays d'outre-mer (país ultramarino) desde 1998. Capital: Numeá.

### Polinésia Francesa
A Polinésia Francesa (em francês: Polynésie française e em taitiano: Pōrīnetia Farāni) é um território da Polinésia dependente da França, com o estatuto de coletividade de ultramar, no oceano Pacífico sul. Localiza-se a aproximadamente 600 quilômetros a leste da Austrália. É um dos maiores e mais espalhados territórios do Pacífico, com 4 167 km², se considerada a área marítima ocupada, a Polinésia Francesa inclui cinco arquipélagos, o das Marquesas, o de Tuamotu, o de Gambier, o das Austrais e o da Sociedade (dividido em dois grupos, o das Ilhas de Barlavento e da Ilhas de Sotavento), além de algumas ilhotas exteriores a estes grupos.
Os territórios mais próximos são Quiribáti, a noroeste, a colônia britânica de Pitcairn, a leste, e o território neozelandês das Ilhas Cook, a oeste. Sua capital é Papeete.

#### Marquesas
As Ilhas Marquesas, ou Arquipélago das Marquesas, (em francês: Îles Marquises ou Archipel des Marquises) são um dos cinco arquipélagos da Polinésia Francesa. Nas línguas locais, são conhecidas por Te Henua (K)enana (na língua marquesa do norte) e por Te Fenua `Enata (na língua marquesa do sul) que significa "A terra dos homens".
A população das ilhas, de acordo com o censo de 2007 era de 8 632 pessoas e continua a crescer. Porém este número é muito inferior à população estimada para as ilhas no século XVI, quando se crê que superava as 100 mil pessoas. O grande decréscimo de população entre os anos de 1600 e 1900 se deveu a seguidas epidemias de varíola. Em 1900, o total de habitantes estava reduzido a 2 mil pessoas.
O arquipélago das Marquesas foi descoberto pelo navegador espanhol Álvaro de Mendaña de Neira em 1595.

#### Sociedade
As ilhas da Sociedade formam o arquipélago da Sociedade, cuja ilha principal é o Taiti, na Polinésia Francesa. Esta designação foi atribuída pelo explorador britânico James Cook, que visitou o Taiti quatro vezes, de 1769 a 1777.
Em 1767, o Capitão Samuel Wallis, vindo no navio de guerra britânico Dolphin, desembarcou no Taiti, a maior ilha da Polinésia Francesa. No ano seguinte o navegador francês Capitão Louis Antoine de Bougainville fez o mesmo. Impressionado com a beleza da ilha e surpreso com a amabilidade do povo, Bougainville chamou o Taiti de "Nouvelle Cythère" (Nova Cítara), por causa da ilha grega de Kíthira (Cythère, no grego antigo), perto da qual se diz que Afrodite (deusa grega do amor e da beleza) surgiu do mar. Após Boungaiville, o explorador seguinte a visitar o Taiti foi James Cook, que lhe deu o nome de Ilhas da Sociedade.

### Wallis e Futuna
Wallis e Futuna estão situadas a leste da Austrália, no oceano Pacífico, as Ilhas de Wallis e Futuna, assim como a Polinésia Francesa, são um território ultramarino francês, ou seja, possuem maior autonomia interna que as demais possessões francesas. Habitadas por povos polinésios, mantêm a divisão tradicional em três reinos: o de Wallis e os dois que dividem a ilha de Futuna (Sigave e Alo). Além do administrador-chefe, indicado pela França, o território é dirigido por um conselho de seis membros, que inclui os três reis. Há ainda uma Assembleia Territorial de 20 membros eleitos pela população.

## A França Austral

### Terras Austrais e Antárticas Francesas

#### Amesterdã
A Ilha de Amesterdã, ou Amesterdão, (em francês: Île Amsterdam) em honra da capital dos Países Baixos) é uma ilha francesa no oceano Índico localizada a 37°52′S, 77°32′E.
A ilha é de origem vulcânica, mas o vulcão está inativo desde 1792. Tem uma área de 55 km², medindo 21 km no seu lado mais comprido, e atinge uma altitude máxima de 867 m no Mont de la Dives.
A ilha faz parte das Terras Austrais e Antárticas Francesas (em francês: Terres australes et antarctiques françaises; TAAF), e, junto com a vizinha Ilha de São Paulo (85 km a sul) forma um dos cinco distritos do território. Martin-de-Viviès, antes chamada de La Roche Gódon, é a capital do território.
Ao contrário da maioria das TAAF, a Ilha de Amesterdã tem um clima oceânico ameno, com uma média de temperatura anula de 13 °C (55 °F), pluviosidade de 1 100 mm, ventos persistentes de oeste e níveis elevados de humidade.

#### Crozet
As Ilhas Crozet (em francês: Îles Crozet; ou, oficialmente, Arquipélago Crozet) é um arquipélago subantártico vulcânico e desabitado ao sul do oceano Índico. Elas formam um dos cinco distritos administrativos das Terras Austrais e Antárticas Francesas. Estão situadas a 2 425 km da ilha de Madagascar. O arquipélago é composto pelas ilhas Ilha dos Porcos (Île aux Cochons), Ilha dos Pinguins (Île des Pingouins), Ilhotas dos Apóstolos (Îlots des Apôtres), e a Ilha do Leste (Île de l'Est).

#### Kerguelen
As Ilhas Kerguelen ou Arquipélago de Kerguelen (em francês, Îles Kerguelen ou Archipel de Kerguelen, mas oficialmente Archipel des Kerguelen) são um grupo de ilhas localizadas no extremo sul do oceano Índico. São parte do território das Terras Austrais e Antárticas Francesas.
Estão localizadas a 49°20′S e 69°20′E. A ilha principal, Grande Terre, originalmente chamada Île de la Désolation, tem 6 675 km² de área e está cercada por outras 300 ilhotas, formando um arquipélago com 7 215 km². Essas ilhas apresentam clima frio, com fortes ventos e mar bravio.
A principal povoação, Port-aux-Français, está localizada em Grande Terre e lhe serve de capital, nela constando os principais serviços do arquipélago, tais como bares, hospital, biblioteca e a capela de Notre-dame des Vents.

#### São Paulo
Ilha de São Paulo (em francês: Île Saint Paul) é uma ilha desabitada no oceano Índico, parte das Terras Austrais e Antárticas Francesas com uma área de 6 km² (2,3 mi²). Está localizada a 85 km (53 milhas) sudeste da Ilha de Amesterdã e 3 000 km (1 900 milhas) ao sul de Reunião. Uma cabine para pesquisa científica na ilha é usada para permanências curtas, mas não existe população permanente no local.

#### Terra Adélia
A Terra Adélia (em francês: Terre Adélie) é um dos distritos das Terras Austrais e Antárticas Francesas. Tem cerca de 432 mil km² e é habitada em permanência por 33 pessoas. Foi descoberta em 1837 pelo navegador Dumont d'Urville.
A Terra Adélia não é habitada continuamente, seus residentes consistem apenas em militares, funcionários, pesquisadores científicos e pessoal de apoio. A soberania francesa não é amplamente reconhecida. O território não tem população civil permanente. Ainda que a França tenha interesse colonialista no território antártico, a Terra Adélia não é parte do território francês em virtude do Tratado da Antártida, assinado pelos países-membros, incluindo a França, em 1959, congelando pretensões territoriais no continente por tempo indeterminado ou até o fim do Tratado da Antártida. Mesmo que ocorra a flexibilização destas pretensões ao território antártico, as condições para exercer poder naquele território são difíceis, seja pela hostilidade climática (que impõe cooperação), seja pela desmilitarização do território imposta pelo TA e Protocolo de Madri via SCAR, seja pelos riscos de catástrofe mundial imediata em caso de guerra no território, seja pelo viés teórico utilizado para legitimar a colonização territorial, como apontado por Friederick Brum Vieira. A Terra Adélia é, portanto, um território coletivo voltado exclusivamente à pesquisa científica, com propósitos pacíficos regido integralmente pelo Tratado Antártico via SCAR (Scientific Committee for Antarctic Research).